# OSS 117 prend des vacances
OSS 117 prend des vacances è un film del 1970 diretto da Pierre Kalfon. Fu il film d'esordio dell'attore Luc Merenda.

## Trama
Brasile, l'agente OSS 117 è in vacanza ma viene perseguitato prima da un suo sosia che sarà costretto ad eliminare ed in seguito da un gruppo di spie che lo scambiano per l'uomo morto.